# Condizione della donna in Cambogia

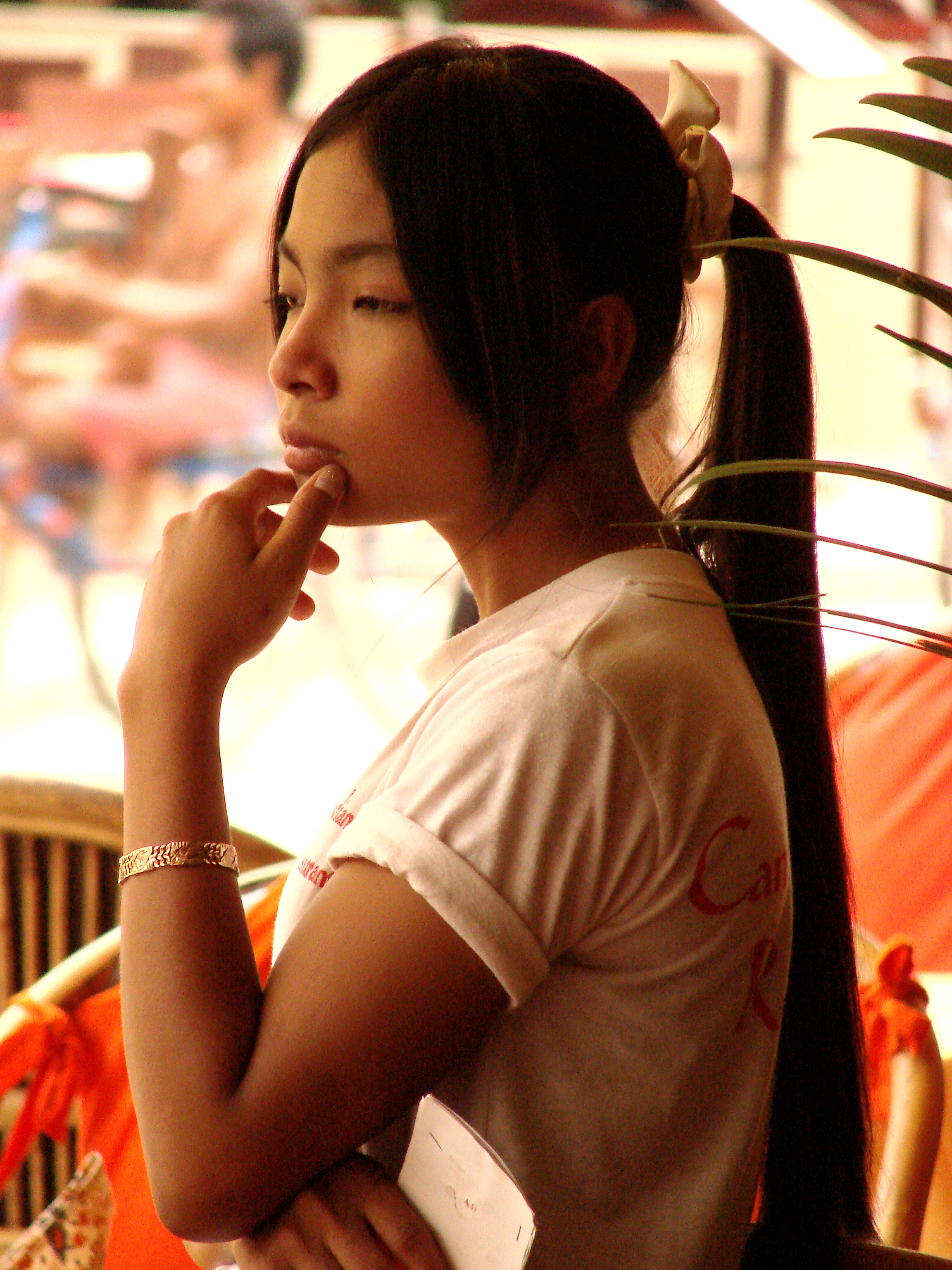
Ragazza cambogiana cameriera di ristorante.

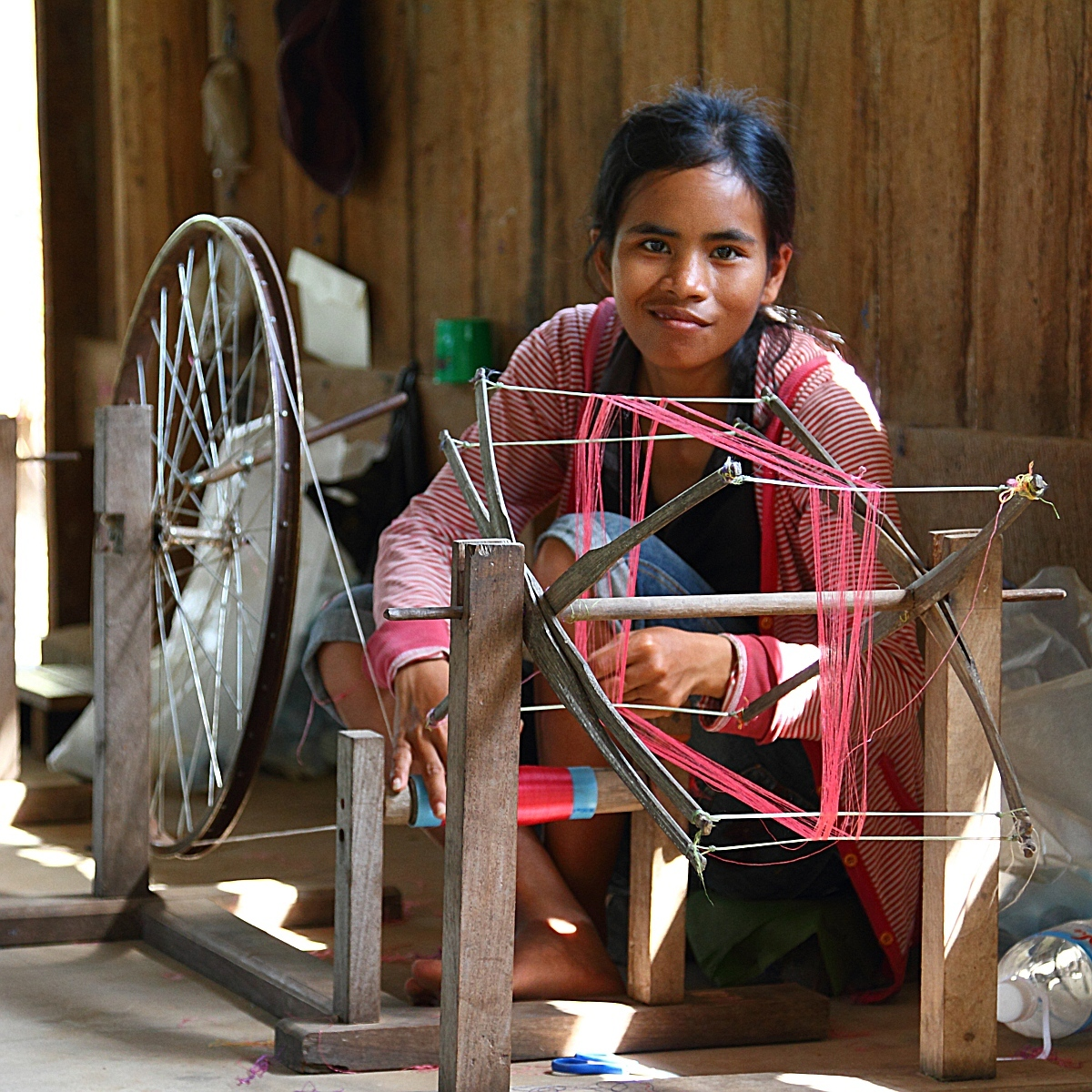
Una giovane cambogiana al lavoro.

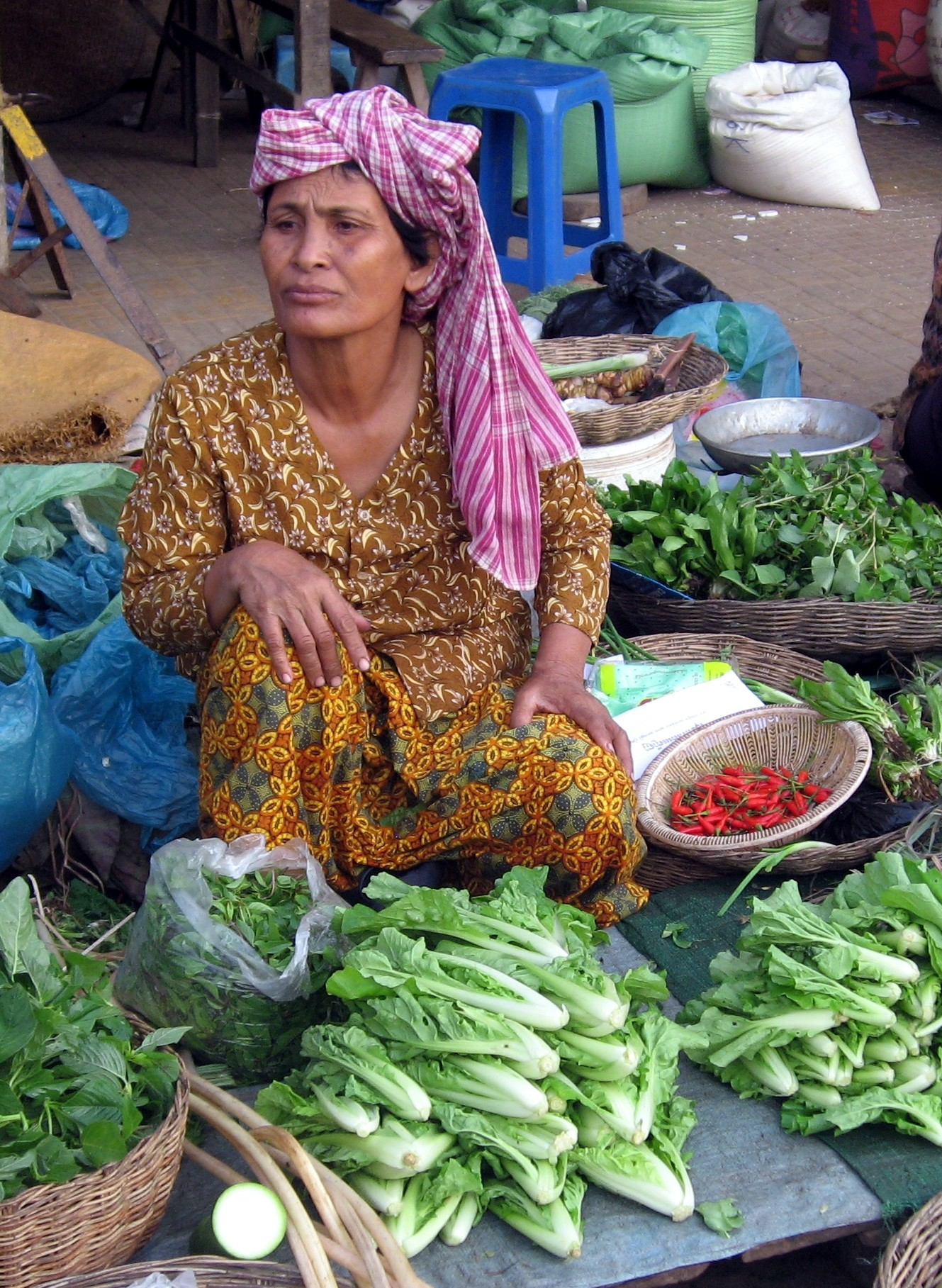
Donna al mercato.

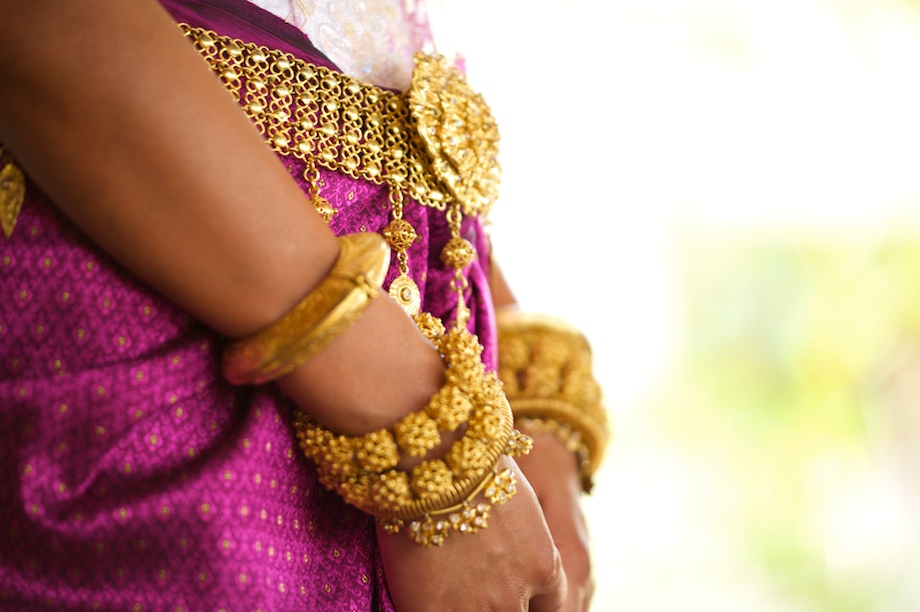
Gioielli d'oro indossati da una ricca signora.

I diritti delle donne in Cambogia negli anni 2000 hanno iniziato un lento cammino evolutivo: le donne sono via via diventate sempre più attive in settori fino ad allora tradizionalmente dominati dagli uomini, come quelli del lavoro e finanche della politica.

## Mondo del lavoro e welfare
Sulla scia della guerra civile cambogiana il paese ha subito un forte deficit nel numero dei lavoratori di sesso maschile; così le donne hanno assunto responsabilità che erano comunemente e principalmente privilegio maschile. 
Secondo la legge le donne debbono ricevere parità di retribuzione a parità di lavoro; in pratica, tuttavia, la maggior parte di esse ricevono salari più bassi rispetto ai loro colleghi maschi. 
Nel corso degli anni '90 molte giovani donne prive d'istruzione si sono spostate dalle aree rurali nelle città per lavorare in fabbriche di abbigliamento.
Nel 2004 è stato dichiarato che solamente il 6% di tutta la forza lavoro femminile del paese viene adeguatamente retribuita.
Nelle comunità più rurali le donne si trovano generalmente ad essere più esposte alla violenza domestica e nella pratica dei fatti hanno ancor pochissime possibilità di ricorrere alle vie legali. 
A causa della limitata istruzione femminile molte donne non sono in grado di proteggersi dalla discriminazione, dalla disuguaglianza di genere, dalla violenza e dagli abusi, in quanto non pienamente consapevoli dei propri diritti legali e ignorando perfino l'esistenza dei più basilari diritti umani.
Un rapporto del 2004 ha riferito che il 23% delle donne ha subito violenza fisica e/o sessuale all'interno delle mura domestiche.

## Educazione
Il 45% delle donne in Cambogia nel 2004 era segnalato come analfabeta, e solo il 16% delle ragazze erano iscritte nelle scuole secondarie di primo grado. 
A causa di molti e diversificati fattori le femmine vengono tenute a casa da scuola; uno di questi è che risultano, fin dalla più tenera età, necessarie al mantenimento dell'economia familiare, prendendosi cura dei fratelli più piccoli ed eseguendo varie faccende domestiche. 
Altri di questi fattori possono includere la povertà estrema e la stessa istanza proibitiva delle scuole da molte case rurali sperdute in mezzo alla campagna, e talvolta anche a causa di fondati timori nei riguardi della loro sicurezza quando viaggiano da sole.
Anche se le donne sono sempre più presenti nelle università, a partire dal 2004 solo il 20% dei laureati è stato di sesso femminile.

## Status giuridico e politico
Nella legislazione cambogiana ed effettivamente anche nel corso della storia moderna del paese, uomini e donne hanno sempre tecnicamente goduto di pari diritti e possibilità; ciò viene anche dichiarato espressamente nella carta costituzionale. 
Le donne possono beneficiare di una legge di successione, che le mette in grado d'entrar in possesso di proprietà, possono inoltre ottenere facilmente il divorzio.
Dal 1980 fino ad oggi il numero di partecipanti femminili in politica è rimasto molto basso e sono sotto-rappresentate in tutte le posizioni di alto livello, sia a livello locale che nazionale governativo. 
Dal 1993 tuttavia si è registrato un modesto aumento della partecipazione, ottenendo anche la leadership in organizzazioni non governative e concentrandosi sulle questioni dei diritti femminili.
Nel 2004 solo il 10% dei membri dell'assemblea nazionale erano donne, l'8% dei membri dei consigli comunali e il 7% di tutti i giudici del paese.

## Prostituzione
L'esercizio della prostituzione in Cambogia comporta anche e spesso la prostituzione forzata delle donne, molte di queste provenienti dal vicino Vietnam; quando non vengono trasferite nella confinante Thailandia per sottostare a sfruttamento della prostituzione.
In parte anche a causa della diffusione capillare della prostituzione circa il 3% dell'intera popolazione cambogiana è infettata dal virus dell'Aids.

## Status sociale e religione
Contrariamente a quanto accade per la cultura tradizionale cambogiana, un numero sempre maggiore di giovani donne sono state col tempo influenzate negli anni recenti dai modelli occidentali, prodotti anche dalla pubblicità. Una di queste tendenze è che alcune ragazze, in particolare nella capitale Phnom Penh, consumi apertamente liquori e altre bevande alcoliche all'interno dei ristoranti. 
Altre influenze più immediatamente percepibili comprendono il senso di avere pari dignità di diritti rispetto agli uomini, l'affrontare in modo più libero i problemi familiari e non aver timore di lasciare il proprio ragazzo se questo non si comporta adeguatamente nei loro confronti.
Le donne cambogiane sono anche generalmente molto attive nella pratica e partecipazione religiosa cerimoniale all'interno dei templi di religione buddhista; alcune donne finiscono col diventare monache (bhikkhuni) loro stesse, in particolare le vedove e la anziane.

## Note

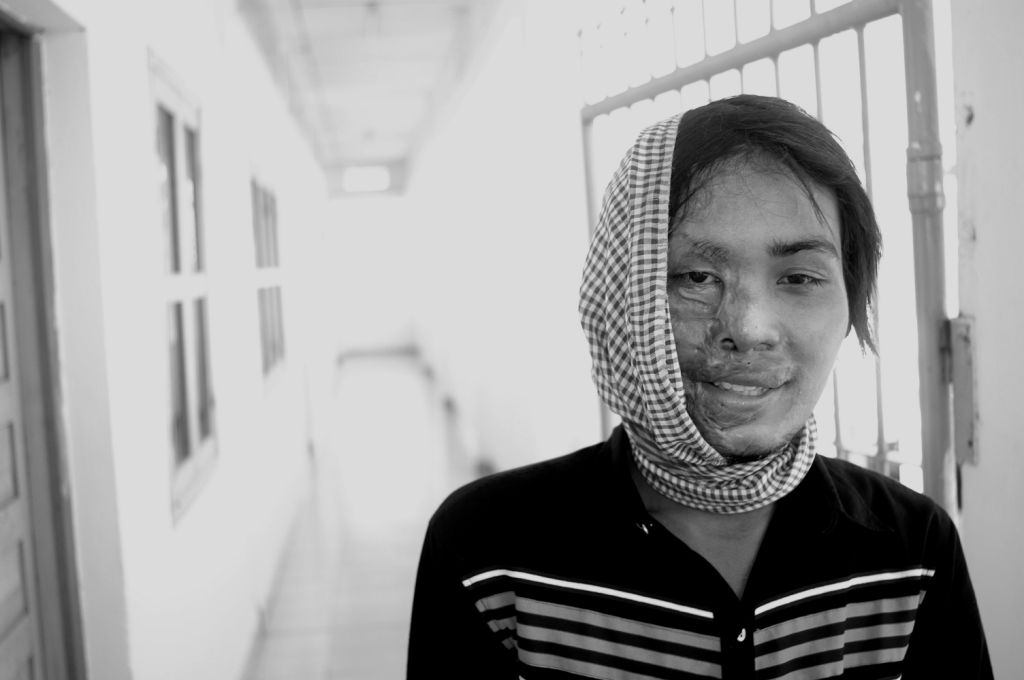
Una donna cambogiana vittima di violenza domestica sfigurata per aggressione con acido.